# Richard Francis Weymouth
Richard Francis Weymouth (* 26. Oktober 1822 in der Nähe von Plymouth; † 27. Dezember 1902 in Brentwood) war ein britischer Philologe und Bibelübersetzer. Zu seinen wichtigsten Werken gehören seine textkritische Ausgabe des griechischen Neuen Testaments (The Resultant Greek Testament) von 1886 und dessen Übersetzung (New Testament in Modern Speech), welche erst nach seinem Tod (1903) veröffentlicht wurde.

## Schriften (Auswahl)
- Early English Pronunciations (1874)
- The Resultant Greek Testament (1886)
- New Testament in Modern Speech (1903)